# Прушинка
Прушинка (укр. Прушинка) — село на Украине, находится в Казатинском районе Винницкой области.
Код КОАТУУ — 0521483409. Население по переписи 2001 года составляет 260 человек. Почтовый индекс — 22146. Телефонный код — 4342.
Занимает площадь 1,399 км².

## Адрес местного совета
22146, Винницкая область, Казатинский р-н, с.Кордышевка, ул.Ленина, 4